# Juan Uribe Echevarría
Juan Uribe Echevarría (Guecho, País Vasco, 28 de marzo de 1908-Santiago de Chile, 25 de diciembre de 1988) fue un profesor, escritor e investigador hispanochileno.
Hijo de Fernando Uribe Echevarría y Juana Uriarte, realizó sus estudios secundarios en el Liceo de Aplicación y en el Internado Nacional Barros Arana de Santiago. En 1933 se tituló de la carrera de pedagogía, presentando la memoria La novela de la revolución mexicana y la novela hispanoamericana actual, la que publica en los Anales de la Universidad de Chile. En esa época conoce a su maestro y amigo Mariano Latorre. Al año siguiente, se mudó a la ciudad de Valparaíso, donde ejerció como profesor en el Liceo N° 1 de Hombres; sin embargo, debió interrumpir su trabajo en dos ocasiones tras obtener becas de especialización en Brasil y Portugal. De regreso a Chile, en 1950, fue nombrado profesor de literatura en el Instituto Pedagógico de Valparaíso. En los años siguientes se vinculó a la investigación literaria y educacional, elaborando textos de circulación interna para los estudiantes del Instituto. Asimismo, escribió dos ensayos inspirados en esa ciudad: Contrapunto de alféreces en la provincia de Valparaíso (1958) y Yo soy dueño del Barón (1966), un estudio sobre el poeta y pintor Arturo Alcayaga. Asimismo, su segunda novela publicada, titulada Sabadomingo (1973), estuvo ambientada en Valparaíso. En su paso por este lugar impulsó el teatro popular y universitario, organizó encuentros de escritores y creó revistas.
A partir de 1960 comenzó a interesarse por el folclore de Chile, dedicándose a la observación y estudio de las costumbres del país. Desde entonces, la mayoría de sus ensayos y libros tuvieron por objeto difundir las raíces culturales del pueblo chileno. Sus principales temas fueron la poesía popular, las fiestas religiosas, las peleas de gallos, el boxeo y la cueca urbana. Uno de sus grandes méritos fue dar a conocer a payadores y poetas populares, como poema culto de Sor Tadea de San Joaquín sobre la inundación de Santiago, el cual publicó completo en 1963. Producto de sus estudios y anotaciones en terreno, surgieron distintos artículos que publicó en El Mercurio, La Hora y Zig-Zag. Algunos de sus libros sobre investigación folclórica más destacados fueron: Cantos a lo divino y a lo humano en Aculeo: folclor de la provincia de Santiago (1962), Cancionero de Alhué: folclor (1964), Folclor de Colliguay (1965), El tema de la tierra de Jauja en la literatura tradicional chilena: ensayo de folclor comparado (1967) e Impresión histórica del folclor en Chile (1982), entre otras.
En el ámbito académico, junto a Guillermo Feliú Cruz, dirigió los Anales de la Universidad de Chile desde 1954 hasta 1962. Al año siguiente, ambos fundaron la revista Mapocho de la Biblioteca Nacional, la que adquirió gran prestigio nacional y extranjero. Por otra parte, el 12 de junio de 1973, fue designado miembro de la Academia Chilena de la Historia, reemplazando a Julio Vicuña Cifuentes.
En 1980 recibió el Premio Ricardo Latcham por su notable trayectoria literaria. Murió en Santiago, el 25 de diciembre de 1988.

## Obras
- La novela de la revolución mexicana y la novela hispanoamericana actual (1936)
- Quevedos americanos (1945)
- Abono a Baroja (1949)
- Cervantes en las letras hispano-americanas (1949, antología y crítica)
- Medina Cervantista: antecedentes (1952)
- Moisés Vargas, su vida y su obra (1954, ensayo)
- Estudios sobre José Ortega y Gasset (1955)
- Estudios sobre el siglo XVIII : texto de circulación interna para los estudiantes del Instituto Pedagógico (1956)
- Pío Baroja: técnica, estilo, personajes (1957)
- Métodos de investigación literaria: estudios (1957)
- Estilística (1957)
- El ensayo (1958)
- Contrapunto de alféreces en la provincia de Valparaíso (1958)
- La narración literaria: estudios sobre la novela y el cuento (1959)
- Antología para el sesquicentenario: 1810-1960 (1960, antología)
- La poesía popular y los terremotos (1961, ensayo)
- Poetas y cantores populares de Loyca (1961, ensayo)
- Cantos a lo divino y a lo humano en Aculeo: folklore de la provincia de Santiago (1962)
- La Tirana de Tarapacá (1963)
- El romance de Sor Tadea de San Joaquín sobre la inundación que hizo el río Mapocho en 1783 (1963)
- Cancionero de Alhué (1964)
- Folklore de Colliguay (1965)
- El púgil y San Pancracio (1966)
- Yo soy dueño del Barón (1966)
- El tema de la tierra de Jauja en la literatura tradicional chilena: ensayo de folklore comparado (1967)
- Vuelven los payadores (1970, ensayo)
- Sabadomingo (1973, novela)
- Tipos y cuadros de costumbres en la poesía popular del siglo XIX (1973)
- Flor de canto a lo humano (1974, antología)
- Manuel Garrido: cantor glorioso (1974)
- La Virgen de Andacollo y el Niño Dios de Sotaquí (1974)
- Fiesta de La Tirana de Tarapacá (1976)
- Fiesta de la Virgen de La Candelaria de Copiapó: las candelarias del Sur (1978)
- Canciones y poesías de la guerra del Pacífico, 1879 (1979)
- La riña de gallos: la India, Grecia, Roma, Europa; Norte y Sudamérica (1979)
- Impresión histórica del folclor en Chile (1982)
- Los Poetas populares cantan a la juventud (1985)